# Gris-gris

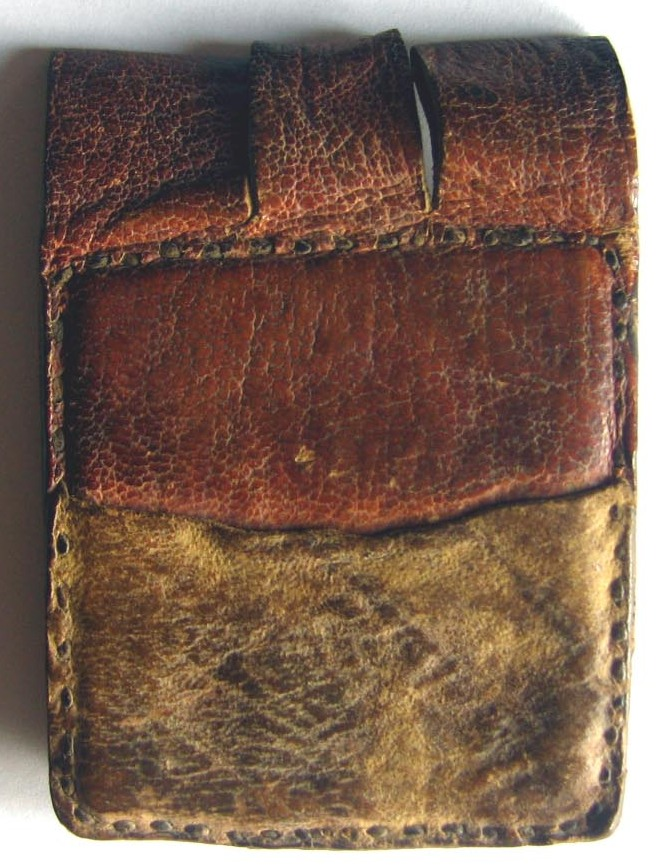
Gris-gris

Gris-gris (nebo též kri-kri) je tradiční ochranný amulet používaný zejména v subsaharské západní Africe. Obvykle se nosí na krku a sestává z látkového či koženého pouzdra, v němž jsou malé magické předměty nebo začarované texty.
Nositele má gris-gris ochraňovat před zlem a přinášet mu štěstí. Původ gris-gris je v tradičních západoafrických náboženstvích jako je vodun, oriša, bori nebo juju, ovšem v dnešní západní Africe jej viditelně na krku nosí také někteří tamější muslimové a křesťané.
Obsah amuletů je různý. Magické předměty obvykle připravuje zasvěcenec nebo léčitel, jindy ale také čaroděj. Podle afrikanisty Ondřeje Havelky je mezi západoafrickými muslimy rozšířeno používání textů z Koránu začarovaných tradičním léčitelem a pokapaných krví obětovaného kohouta ukládaných do pouzdra. Gris-gris může připravovat i marabut – islámský učenec, který je často zároveň knězem jednoho z tradičních náboženství, v Mali – kde je gris-gris velmi rozšířené – je to například Faro, kult řeky Niger. Marabut obvykle vybírá koránské texty zahánějící zlé džiny. Gris-gris běžně používají také afričtí křesťané, kteří vedle křesťanství vyznávají rovněž tradiční náboženství svých předků (vícečetná náboženská identita) nebo křesťanství a tradiční náboženství synkretizují.
Gris-gris se v období obchodu s otroky dostalo rovněž na americký kontinent.